# Малыйкин, Давид Алексеевич
Давид Алексеевич Малыйкин (род. 1994, Ардатово, Дубёнский район, Республика Мордовия, Россия) — российский военнослужащий, ефрейтор ВС РФ. Герой Российской Федерации (2022).

## Биография
После окончания 9 класса Ардатовский средней школы поступил в Дубенский аграрный техникум на специальность «механизация сельского хозяйства».
В 2014 году был призван на срочную службу. Проходил её в 76-й гвардейской десантно-штурмовой Черниговской Краснознаменной ордена Суворова дивизии (Псков). После срочной службы остался на контракт механиком-водителем разведвзвода. В 2015 году выполнял специальные задачи в Сирийской Арабской Республике.
Участвовал с первых дней во вторжении России на Украину. Золотая звезда Героя Российской Федерации вручена президентом России Владимиром Путиным 8 декабря 2022 года.

## Звания и награды
- Звание «Герой Российской Федерации» (Указом Предидента Российской Федерации (закрытым) от 2022 года за мужество и героизм, проявленные при исполнении воинского долга, гвардии ефрейтору Малыйкину Давиду Алексеевичу присвоено звание Героя Российской Федерации с вручением знака особого отличия — Золотая Звезда[1][3][4].
- В сентябре 2023 года появился мурал в честь Героя России Давида Малыйкина, город Саранск[5].
- Почётный гражданин Дубенского района республики Мордовии (2022 год)[6].

## Издательства
- Якунин И. Подбил танки, спас раненых // Звезда: еженедельник. — 2023. — 24 мая. — С. 5.